# Kerekes Medárd
Kerekes Medárd (Kolozsvár, 1925. október 9. – Braunschweig, 2013. április 29.) romániai magyar biokémiai szakíró.

## Életútja
Középiskoláit szülővárosában a Református Kollégiumban végezte (1944), oklevelét a Bolyai Tudományegyetem kémia karán nyerte el (1949). A marosvásárhelyi OGYI biokémiai tanszékén tanársegéd, 1958-tól az Orvostudományi Akadémia marosvásárhelyi kutatóközpontjának főkutatója; a biokémia doktora (1965).
Külföldi (Nature, Naturwissenschaften, Experientia) és belföldi (Studii și Cercetări de Biochimie, Orvosi Szemle–Revista Medicală) szakfolyóiratok hasábjain megjelent közleményeiben főleg a fehérje- és neurokémia, valamint az érelmeszesedés kutatásával foglalkozott. Tudománynépszerűsítő cikkeit a Korunk, Dolgozó Nő, A Hét s napilapok közölték. Szépirodalmi műfordításaival, karcolataival, külföldi úti jegyzeteivel az Igaz Szó, Utunk, Ifjúmunkás, Előre, Új Élet, Vörös Zászló hasábjain jelentkezett.

## Munkái
- Biokémiai gyakorlatok (Blazsek Vladimirral, egyetemi jegyzet, Marosvásárhely, 1956);
- Az érelmeszesedés kutatása és leküzdése (Feszt Tiborral, Antenna, Kolozsvár, 1976);
- Arterioscleroza pe înțelesul tuturor (Feszt Tiborral, 1977);
- Ép testben ép erek (Feszt Tiborral, 1983).
- A Metode curente pentru analiza de laborator clinic c. kötet (1983) társszerzője.